# سيدان (مرودشت)
سيدان (بالفارسية: سیدان) هي منطقة سكنية تقع في إيران في Seyyedan District. يقدر عدد سكانها بـ 7,555 نسمة .